# Campeonato Brasileiro Série C 1994
Il Campeonato Brasileiro Série C 1994 è stata la quinta edizione del Campeonato Brasileiro Série C.

## Prima fase

### Gruppo 1
| Pos. | Squadra              | Pt | G | V | N | P | GF | GS | DR |
| ---- | -------------------- | -- | - | - | - | - | -- | -- | -- |
| 1    | ABC                  | 4  | 4 | 2 | 0 | 2 | 6  | 4  | +2 |
| 2    | Sousa                | 4  | 4 | 2 | 0 | 2 | 5  | 5  | 0  |
| 3    | América de Esperança | 4  | 4 | 2 | 0 | 2 | 6  | 8  | -2 |

### Gruppo 2
| Pos. | Squadra       | Pt | G | V | N | P | GF | GS | DR |
| ---- | ------------- | -- | - | - | - | - | -- | -- | -- |
| 1    | Santa Cruz-PB | 7  | 6 | 2 | 3 | 1 | 5  | 3  | +2 |
| 2    | Botafogo-PB   | 7  | 6 | 1 | 5 | 0 | 7  | 6  | +1 |
| 3    | Vitória-PE    | 6  | 6 | 1 | 4 | 1 | 5  | 5  | 0  |
| 4    | Porto-PE      | 4  | 6 | 0 | 4 | 2 | 5  | 8  | -3 |

### Gruppo 3
| Pos. | Squadra    | Pt | G | V | N | P | GF | GS | DR |
| ---- | ---------- | -- | - | - | - | - | -- | -- | -- |
| 1    | Itabaiana  | 9  | 6 | 4 | 1 | 1 | 8  | 4  | +4 |
| 2    | CSA        | 6  | 6 | 3 | 0 | 3 | 8  | 6  | +2 |
| 3    | Maruinense | 5  | 6 | 2 | 1 | 3 | 6  | 9  | -3 |
| 4    | Confiança  | 4  | 6 | 1 | 2 | 3 | 6  | 9  | -3 |

### Gruppo 4
| Pos. | Squadra    | Pt | G | V | N | P | GF | GS | DR |
| ---- | ---------- | -- | - | - | - | - | -- | -- | -- |
| 1    | Vitória-ES | 3  | 2 | 1 | 1 | 0 | 1  | 0  | +1 |
| 2    | Catuense   | 1  | 2 | 0 | 1 | 1 | 0  | 1  | -1 |

### Gruppo 5
| Pos. | Squadra      | Pt | G | V | N | P | GF | GS | DR |
| ---- | ------------ | -- | - | - | - | - | -- | -- | -- |
| 1    | Valeriodoce  | 8  | 6 | 2 | 4 | 0 | 6  | 3  | +3 |
| 2    | Villa Nova   | 6  | 6 | 1 | 4 | 1 | 4  | 4  | 0  |
| 3    | Campo Grande | 5  | 6 | 1 | 3 | 2 | 5  | 6  | -1 |
| 4    | Tupi         | 5  | 6 | 1 | 3 | 2 | 3  | 5  | -2 |

### Gruppo 6
| Pos. | Squadra     | Pt | G | V | N | P | GF | GS | DR |
| ---- | ----------- | -- | - | - | - | - | -- | -- | -- |
| 1    | Juventus-SP | 9  | 6 | 4 | 1 | 1 | 7  | 6  | +1 |
| 2    | Ituano      | 7  | 6 | 3 | 1 | 2 | 7  | 4  | +3 |
| 3    | America-RJ  | 6  | 6 | 3 | 0 | 3 | 6  | 5  | +1 |
| 4    | Santo André | 2  | 6 | 0 | 2 | 4 | 3  | 8  | -5 |

### Gruppo 7
| Pos. | Squadra            | Pt | G | V | N | P | GF | GS | DR |
| ---- | ------------------ | -- | - | - | - | - | -- | -- | -- |
| 1    | Vila Nova          | 8  | 6 | 4 | 0 | 2 | 8  | 5  | +3 |
| 2    | Taguatinga         | 7  | 6 | 3 | 1 | 2 | 6  | 5  | +1 |
| 3    | Atl. Goianiense    | 5  | 6 | 2 | 1 | 3 | 5  | 5  | 0  |
| 4    | União Araguainense | 4  | 6 | 2 | 0 | 4 | 6  | 10 | -4 |

### Gruppo 8
| Pos. | Squadra    | Pt | G | V | N | P | GF | GS | DR |
| ---- | ---------- | -- | - | - | - | - | -- | -- | -- |
| 1    | Uberlândia | 11 | 6 | 5 | 1 | 0 | 9  | 4  | +5 |
| 2    | Caldas     | 6  | 6 | 2 | 2 | 2 | 8  | 7  | +1 |
| 3    | Itumbiara  | 5  | 6 | 2 | 0 | 4 | 9  | 11 | -2 |
| 4    | CEOV       | 4  | 6 | 1 | 1 | 4 | 3  | 7  | -4 |

### Gruppo 9
| Pos. | Squadra             | Pt | G | V | N | P | GF | GS | DR  |
| ---- | ------------------- | -- | - | - | - | - | -- | -- | --- |
| 1    | Novorizontino       | 11 | 6 | 5 | 1 | 0 | 16 | 7  | +9  |
| 2    | Matsubara           | 8  | 6 | 4 | 0 | 2 | 14 | 8  | +6  |
| 3    | Esportivo de Passos | 4  | 6 | 2 | 0 | 4 | 6  | 9  | -3  |
| 4    | Atlético Sorocaba   | 1  | 6 | 0 | 1 | 5 | 0  | 12 | -12 |

### Gruppo 10
| Pos. | Squadra           | Pt | G | V | N | P | GF | GS | DR |
| ---- | ----------------- | -- | - | - | - | - | -- | -- | -- |
| 1    | União Bandeirante | 7  | 6 | 3 | 1 | 2 | 8  | 4  | +4 |
| 2    | Operário-MS       | 6  | 6 | 2 | 2 | 2 | 6  | 7  | -1 |
| 3    | Ferroviária       | 6  | 6 | 2 | 2 | 2 | 4  | 5  | -1 |
| 4    | Rio Branco-SP     | 5  | 6 | 2 | 1 | 3 | 6  | 8  | -2 |

### Gruppo 11
| Pos. | Squadra     | Pt | G | V | N | P | GF | GS | DR |
| ---- | ----------- | -- | - | - | - | - | -- | -- | -- |
| 1    | Joinville   | 9  | 6 | 3 | 3 | 0 | 8  | 2  | +6 |
| 2    | Figueirense | 7  | 6 | 3 | 1 | 2 | 8  | 8  | 0  |
| 3    | Batel       | 6  | 6 | 2 | 2 | 2 | 4  | 5  | -1 |
| 4    | Blumenau    | 2  | 6 | 0 | 2 | 4 | 3  | 8  | -5 |

## Seconda fase
| Squadra 1           | Totale      | Squadra 2            | Andata | Ritorno |
| ------------------- | ----------- | -------------------- | ------ | ------- |
| ABC                 | 6 - 5       | Botafogo-PB          | 4 - 1  | 2 - 4   |
| Vitória-PE          | 3 - 2       | América de Esperança | 0 - 2  | 3 - 0   |
| Sousa               | 1 - 7       | CSA                  | 0 - 4  | 1 - 3   |
| Catuense            | 5 - 0       | Itabaiana            | 4 - 0  | 1 - 0   |
| America-RJ          | 3 - 3 (gfc) | Valeriodoce          | 2 - 2  | 1 - 1   |
| Figueirense         | 0 - 2       | Juventus-SP          | 0 - 1  | 0 - 1   |
| Caldas              | 0 - 3       | Vila Nova            | 0 - 3  | 0 - 0   |
| Ferroviária         | 3 - 0       | Matsubara            | 3 - 0  | 0 - 0   |
| Maruinense          | 4 - 3       | Santa Cruz-PB        | 4 - 2  | 0 - 1   |
| Villa Nova          | 2 - 2 (gfc) | Vitória-ES           | 2 - 1  | 0 - 1   |
| Atl. Goianiense     | 0 - 1       | Uberlândia           | 0 - 0  | 0 - 1   |
| Batel               | 0 - 1       | Operário-MS          | 0 - 0  | 0 - 1   |
| Itumbiara           | 2 - 3       | Taguatinga           | 2 - 2  | 0 - 1   |
| União Bandeirante   | 2 - 3       | Novorizontino        | 0 - 0  | 2 - 3   |
| Esportivo de Passos | 3 - 1       | Campo Grande         | 1 - 1  | 2 - 0   |
| Ituano              | 3 - 1       | Joinville            | 1 - 0  | 2 - 1   |

## Sedicesimi di finale
| Squadra 1           | Totale          | Squadra 2     | Andata | Ritorno |
| ------------------- | --------------- | ------------- | ------ | ------- |
| Valeriodoce         | 4 - 3           | Juventus-SP   | 3 - 1  | 1 - 2   |
| Ferroviária         | 2 - 0           | Vila Nova     | 2 - 0  | 0 - 0   |
| Vitória-PE          | 5 - 6           | ABC           | 2 - 3  | 3 - 3   |
| Catuense            | 6 - 2           | CSA           | 3 - 0  | 3 - 2   |
| Taguatinga          | 2 - 4           | Novorizontino | 1 - 3  | 1 - 1   |
| Esportivo de Passos | 0 - 0 (2-4 dcr) | Ituano        | 0 - 0  | 0 - 0   |
| Maruinense          | 0 - 0 (7-6 dcr) | Vitória-ES    | 0 - 0  | 0 - 0   |
| Operário-MS         | 1 - 3           | Uberlândia    | 0 - 0  | 1 - 3   |

## Quarti di finale
| Squadra 1   | Totale | Squadra 2     | Andata | Ritorno |
| ----------- | ------ | ------------- | ------ | ------- |
| Valeriodoce | 3 - 5  | Ferroviária   | 2 - 2  | 1 - 3   |
| ABC         | 4 - 5  | Catuense      | 4 - 2  | 0 - 3   |
| Ituano      | 1 - 3  | Novorizontino | 1 - 0  | 0 - 3   |
| Maruinense  | 2 - 5  | Uberlândia    | 2 - 2  | 0 - 3   |

## Semifinali
| Squadra 1     | Totale | Squadra 2   | Andata | Ritorno |
| ------------- | ------ | ----------- | ------ | ------- |
| Catuense      | 1 - 2  | Ferroviária | 1 - 0  | 0 - 2   |
| Novorizontino | 3 - 1  | Uberlândia  | 2 - 0  | 1 - 1   |

## Finali
| Squadra 1   | Totale | Squadra 2     | Andata | Ritorno |
| ----------- | ------ | ------------- | ------ | ------- |
| Ferroviária | 0 - 6  | Novorizontino | 0 - 1  | 0 - 5   |